# Alive in Joburg
Alive in Joburg ist ein Science-Fiction-Kurzfilm unter der Regie von Neill Blomkamp, produziert von Simon Hansen und Sharlto Copley und 2005 von Spy Films veröffentlicht. Der Film beschäftigt sich mit Rassendiskriminierung und weist einen dokumentarischen Stil auf.

## Handlung
Im Jahr 1990 ist Johannesburg der Wohnort einer großen Anzahl von außerirdischen Flüchtlingen, deren riesige, schätzungsweise einen Kilometer langen Raumschiffe über der Stadt schweben.
Als die Besucher aus dem All auf die Erde kamen, begrüßte die menschliche Bevölkerung die Außerirdischen, um Vorteile aus deren fortschrittlichen Technologien zu schlagen, sehr gastfreundlich. Kurze Zeit später begannen die Aliens in andere Stadtteile von Johannesburg vorzudringen, wo sie, um zu überleben, Verbrechen verübten und mit der Polizei in Konflikt kamen.
Der Film beginnt wie eine normale Dokumentation und zeigt Interviews und Aufnahmen aus der Handkameraperspektive. Am Ende wird erklärt, dass eine große Spannung zwischen den menschlichen und außerirdischen Bewohnern besteht, besonders weil die Aliens Elektrizität und andere Ressourcen von der Stadt stehlen.
Die Außerirdischen waren in ihrer Heimat eine Art Sklaven und flohen zur Erde, nachdem ihre Lebensbedingungen unerträglich wurden.
Weil 1990 Rassendiskriminierung in Südafrika noch normal war, mussten die Außerirdischen sich der schwarzen Bevölkerung unterordnen, die sich wiederum der weißen unterordnete.
Schließlich kamen sie deshalb mit der schwarzen und weißen Bevölkerung in Johannesburg in Konflikt.
Alle interviewten Personen im Film wurden nach ihrer Meinung zur Flüchtlingswelle aus Simbabwe befragt, dieser Teil wurde allerdings im Film herausgeschnitten, deshalb erhält man den Eindruck die Personen würden über die Außerirdischen reden.

## Die Außerirdischen
Die außerirdische Rasse in Alive in Joburg wurde nie beim Namen genannt, spricht eine unbestimmbare Sprache und ist entweder als „Sie“ oder als „Die Aliens“ bekannt. Ein Bewohner nannte sie „Die Poleepkwa“. In ihren biologischen Anzügen glichen die Außerirdischen zweifüßigen, menschenähnlichen Robotern. Außerhalb ihrer Anzüge sehen sie nicht menschlich aus, haben weder Haare noch Ohren und besitzen dort hervorstehende Fresstentakel, wo bei Menschen der Mund wäre.
Der Bereich im Gesicht der Aliens, in dem jeder Augen vermuten würde, wurde verpixelt.
Eine Szene am Anfang des Films zeigt eine Fernsehaufnahme, die einen Außerirdischen in seinem Mech-Anzug zeigt, der einen Angriff von zwei Polizisten durch Werfen von Autos abwehrt.
Diese Szene verdeutlicht unter anderem die technische Überlegenheit.

## Trivia
- Dieser Film soll einer der Gründe gewesen sein, weshalb Blomkamp als Regisseur für den Spielfilm Halo ausgewählt wurde.[2] Dieser wurde allerdings bis heute nicht produziert, da die Finanzierung scheiterte.[3]

## Adaptation
Am 14. August 2009 veröffentlichte Sony Pictures die Filmadaption District 9 mit Sharlto Copley in der Hauptrolle, Neill Blomkamp als Regisseur und Peter Jackson als dem leitenden Produzenten des Films.
Sharlto Copley spielte bereits in Alive in Joburg eine Rolle.